# London Lite
London Lite war eine kostenlose Tageszeitung, die von Associated Newspapers – einem Teil des Daily Mail and General Trust – herausgegeben und kostenlos in der Stadt London verteilt wurde. Sie erschien von Montag bis Freitag. Die letzte Ausgabe erschien am 13. November 2009.
Die Zeitung entstand 2004 als kostenlose Version des Evening Standard mit weniger Inhalt und trug damals noch den Titel „Standard Lite“. Diese hatte 48 Seiten, die Hauptzeitung hingegen 80. Im August 2006 wurde der Titel jedoch in „London Lite“ geändert und die Seitenzahl reduziert.
Hauptzielgruppe von London Lite waren junge Frauen. Inhaltlich überwogen die Themenbereiche Klatsch und „Lifestyle“, während Nachrichten aus Politik und Wirtschaft in geringeren Raum als in der Hauptpublikation Evening Standard einnahmen.
Da die Zeitung von ihren Lesern nach dem Lesen in den meisten Fällen sofort entsorgt wurde, wurde aus Umweltschutzsicht kritisiert, dass es eine Ressourcenverschwendung sei, etwas mit einer so kurzen „Lebenszeit“ zu drucken. Hinzu kommt, dass die Zeitungen meist einfach liegen gelassen und nicht ordnungsgemäß entsorgt wurden.